# Bad Gottleuba-Berggießhübel
Bad Gottleuba-Berggießhübel is een gemeente en plaats in de Duitse deelstaat Saksen, en maakt deel uit van de Landkreis Sächsische Schweiz-Osterzgebirge.
Bad Gottleuba-Berggießhübel telt 5.538 inwoners. De gemeente wordt gekenmerkt door haar ligging  aan de kleine  rivier Gottleuba. 

## Infrastructuur
Bad Gottleuba ligt niet ver van afrit 8 van de Bundesautobahn 17.
Spoorlijnen zijn er sedert 1976, toen de spoorlijn in het Gottleubadal plaats moest maken voor een stuwmeer met stuwdam, niet meer.  Openbaar-vervoergebruikers zijn op, met beperkte frequentie rijdende, streekbussen  aangewezen.

## Economie, kuurbedrijf
Bad Gottleuba is sinds 1889 een kuuroord, waar men modderbaden kan nemen. De stad beschikt over zes kuurklinieken. Ook het ziekenhuis te Berggießhübel (200 bedden) is grotendeels voor de behandeling van kuurgasten ingericht.
Met name te Berggießhübel staan enkele middelgrote ondernemingen van bovenregionale betekenis. Hiertoe behoren twee fabrieken, die metaalwaren en kunststof producten maken. Het belangrijkste van deze bedrijven, met 200 medewerkers, is een onderdeel van het wereldwijd opererende farmaceutische concern B. Braun Melsungen. Er worden producten gemaakt, die bij de behandeling van bloedziektes worden gebruikt.

## Geschiedenis

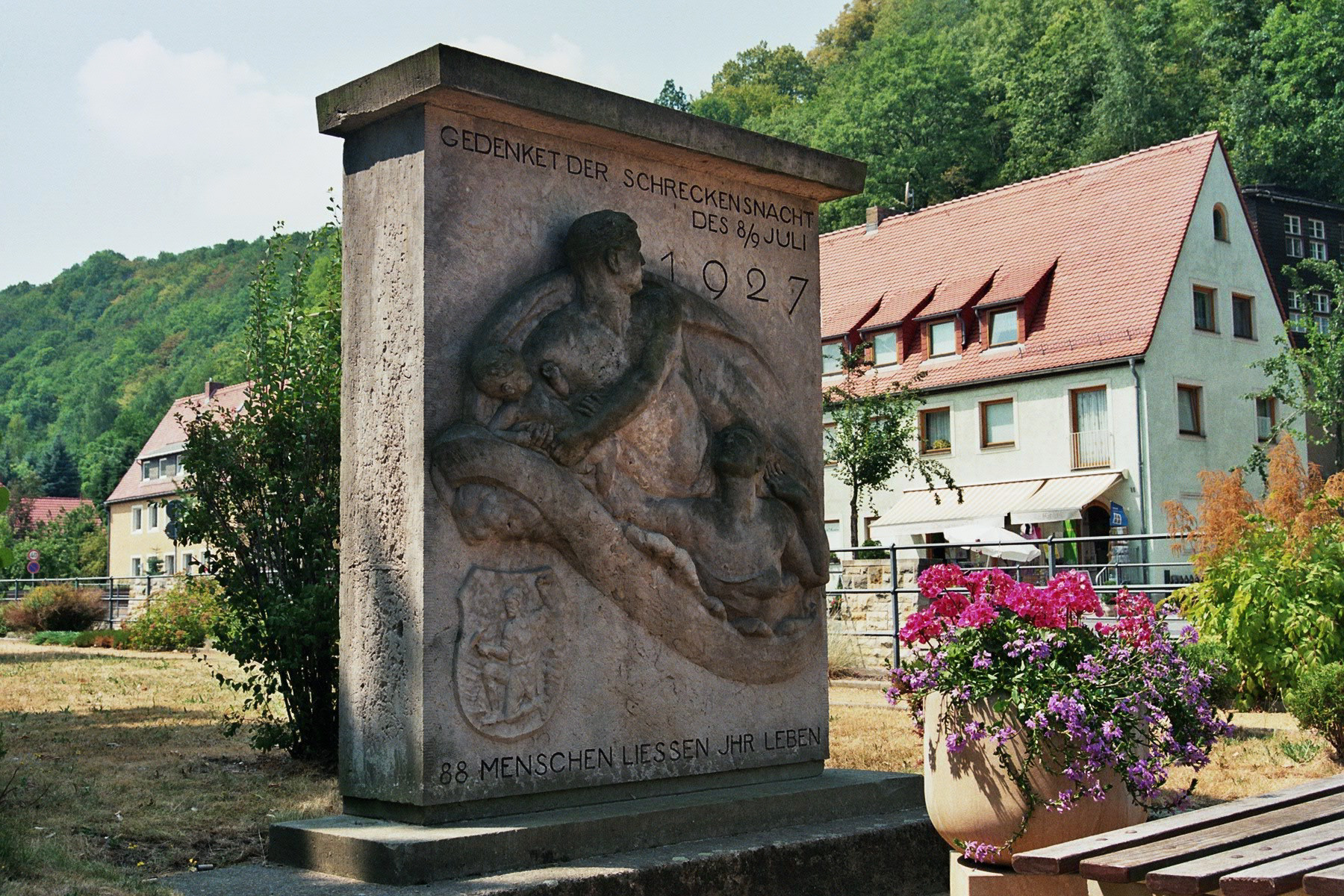
Gedenksteen voor de slachtoffers van de overstromingsramp juli 1927

Bijna alle plaatsen in de gemeente ontstonden in de late middeleeuwen als mijnbouwnederzetting, en behoorden tot door Saksen en Bohemen betwist gebied.  Gottleuba ontstond als een kleine nederzetting bij een (niet meer bestaand) kasteel en een voorde aan het riviertje Gottleuba. In 1463 verkreeg Gottleuba stadsrechten. Vanaf de 15e eeuw was hier sprake van mijnbouw; er werd o.a. tin- en zilvererts gewonnen.
In de Hussietenoorlogen in de 15e eeuw en de Dertigjarige Oorlog (1618-1648) had het gebied veel oorlogsgeweld te verduren.
Tot de gemeente  behoort ook het dorp Oelsen. Dit wordt in de 14e eeuw in een Boheems document vermeld als Olesnica. Deze naam is verwant aan het Tsjechische woord voor elzenbos. Oelsen behoort tot de plaatsen, die na het Verdrag van Eger uit 1459 van Bohemen naar het Keurvorstendom Saksen (1423-1485) overgingen.
Bad Gottleuba-Berggießhübel werd in 1999 gevormd door de gemeentelijke herindeling, waarbij de gemeenten Bad Gottleuba, Berggießhübel, Langenhennersdorf en Bahratal werden samengevoegd.
In de nacht van 8 op 9 juli 1927 werd het plaatsje Berggießhübel getroffen  door een catastrofale overstroming van het riviertje de Gottleuba. Er kwamen 88 mensen om het leven,  en het centrum van Berggießhübel werd totaal verwoest.

## Bezienswaardigheden
Ten oosten van het dorp Langenhennersdorf bevindt zich de rotsformatie Labyrinth, van Saksisch-Zwitserland, die wel iets op een doolhof lijkt. In de gehele gemeente kan men wandelroutes volgen. 
De gemeente bezit enige kleine  musea, waarvan het mijnbouwmuseum Besucherbergwerk Marie Luise Stolln  te Berggießhübel het belangrijkste is.

## Afbeeldingen

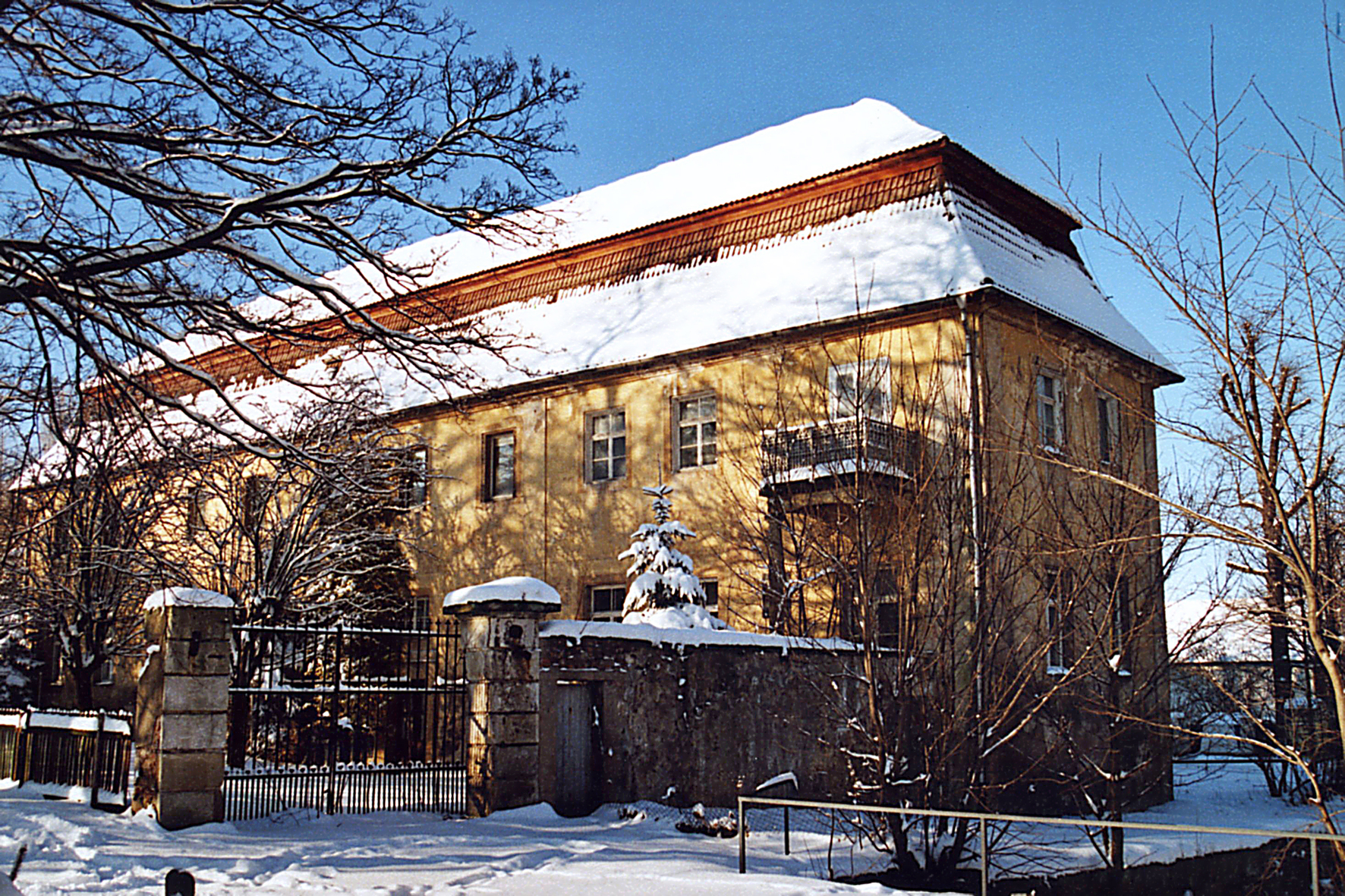
Herenhuis Landgoed Langenhennersdorf
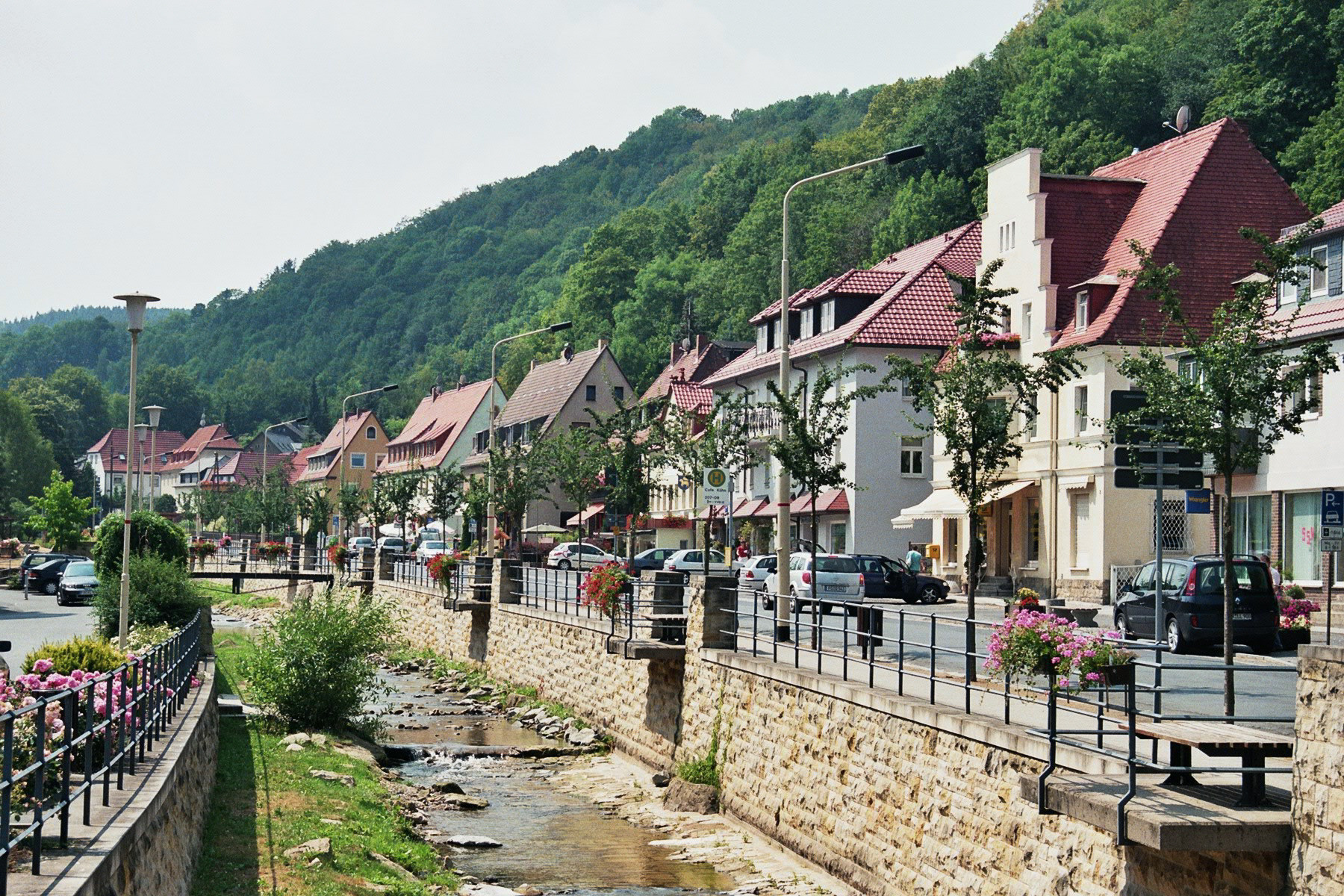
Berggießhübel, Hoofdstraat
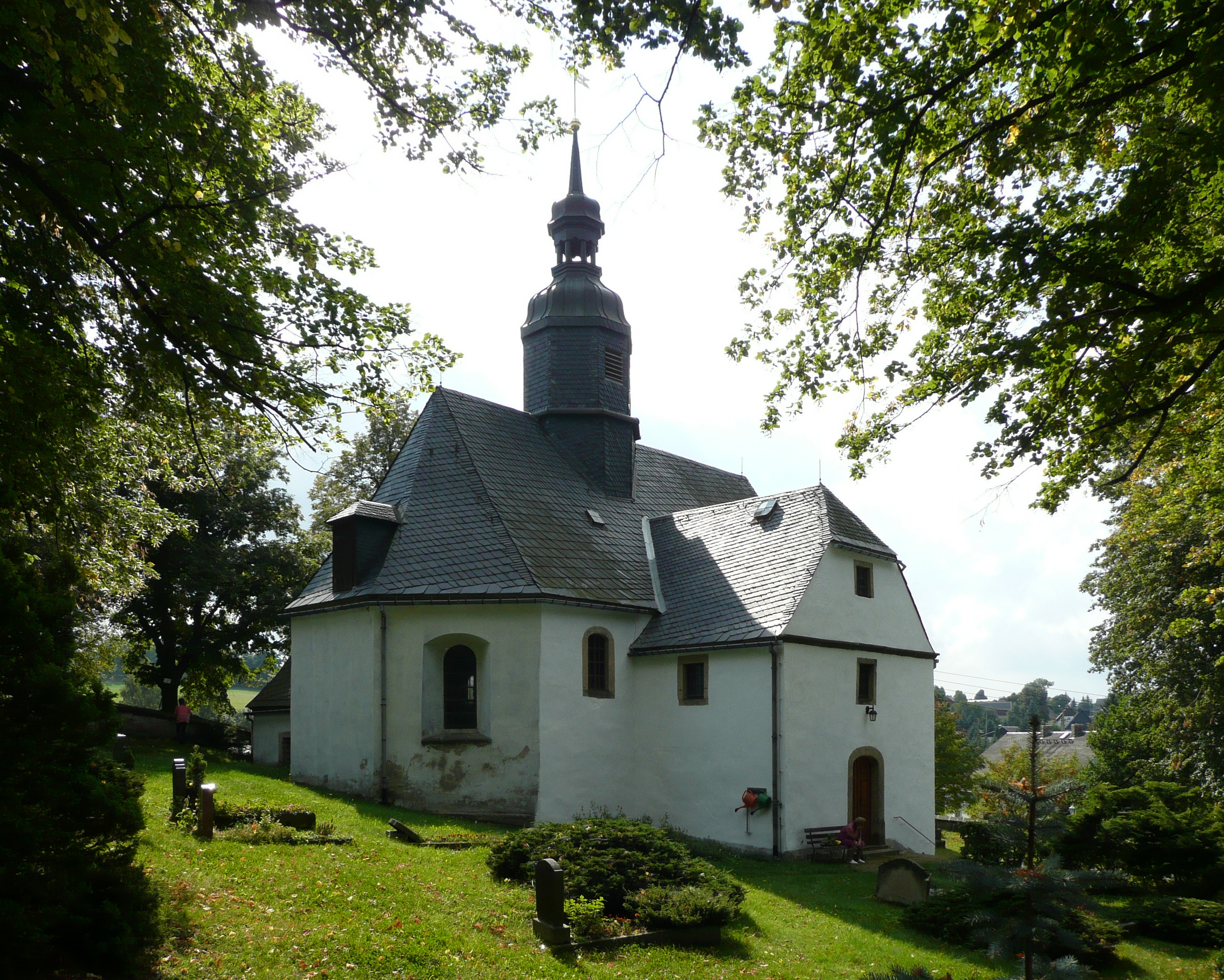
Kerk te Oelsen
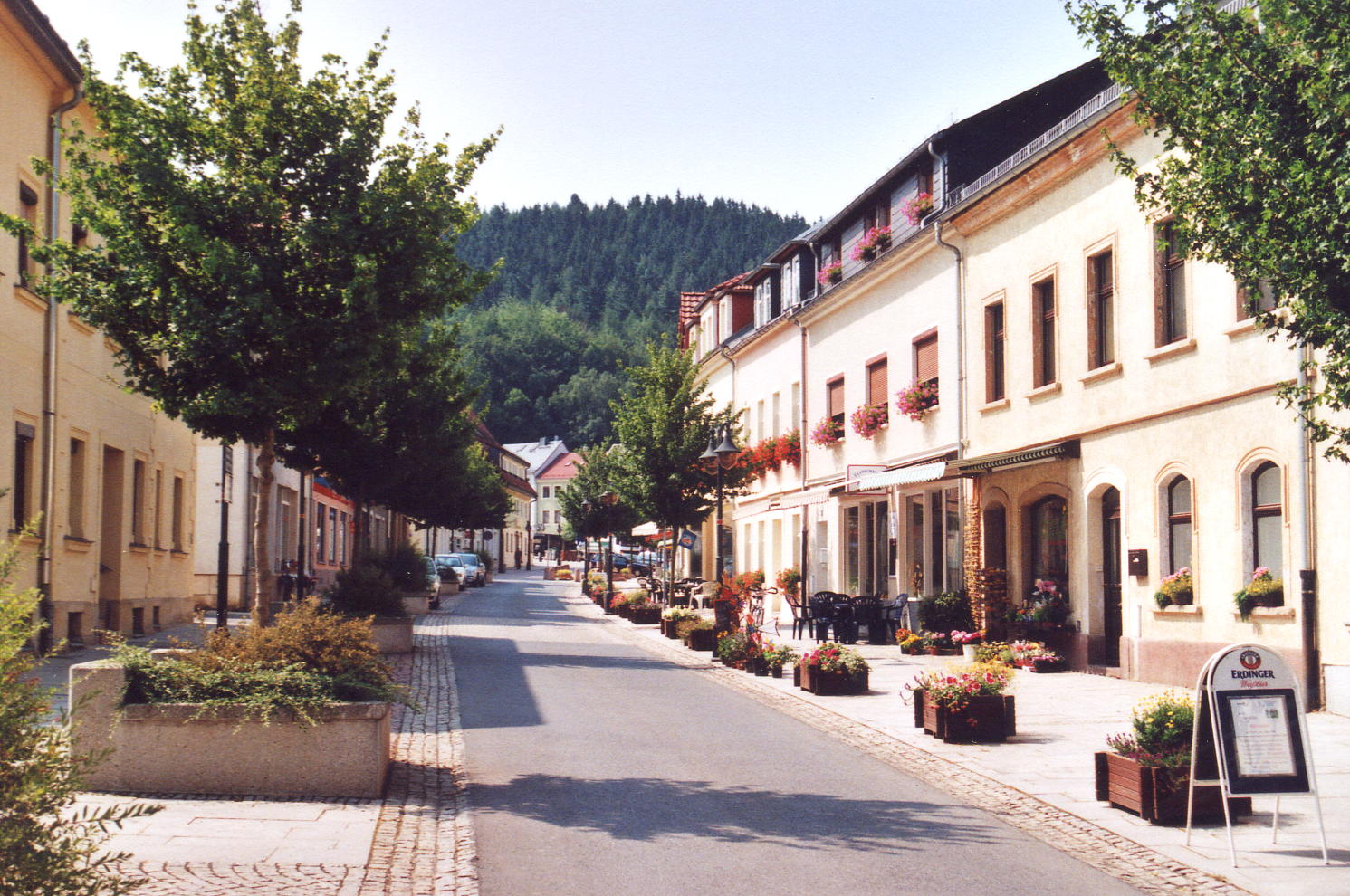
Gottleuba,  Hoofdstraat
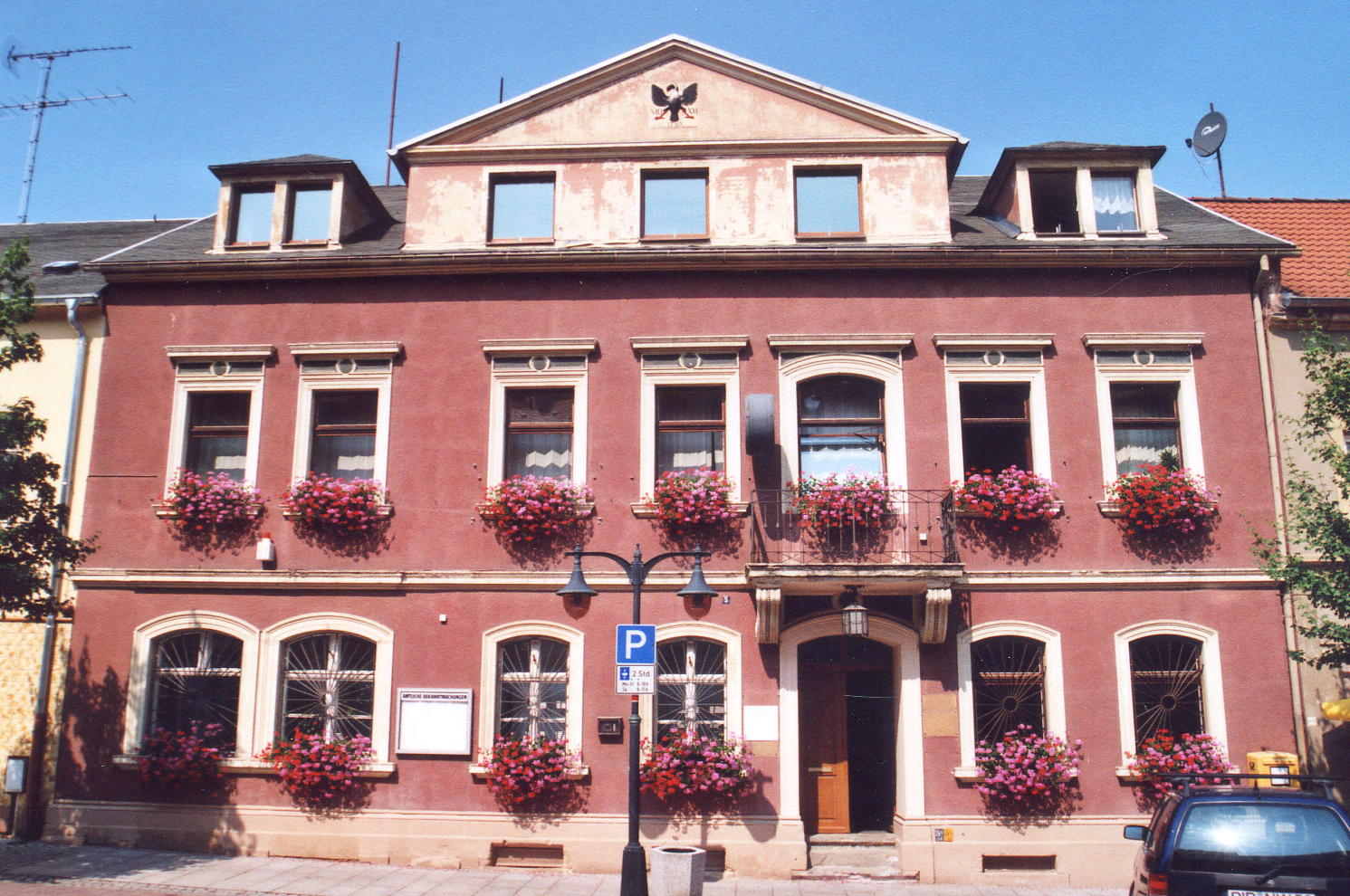
Gottleuba, stadhuis

Altenberg ·
Bad Gottleuba-Berggießhübel ·
Bad Schandau ·
Bahretal ·
Bannewitz ·
Dippoldiswalde ·
Dohma ·
Dohna ·
Dorfhain ·
Dürrröhrsdorf-Dittersbach ·
Freital ·
Glashütte ·
Gohrisch ·
Hartmannsdorf-Reichenau ·
Heidenau ·
Hermsdorf/Erzgeb. ·
Hohnstein ·
Klingenberg ·
Königstein ·
Kreischa ·
Liebstadt ·
Lohmen ·
Müglitztal ·
Neustadt in Sachsen ·
Pirna ·
Porschdorf ·
Rabenau ·
Rathen ·
Rathmannsdorf ·
Reinhardtsdorf-Schöna ·
Rosenthal-Bielatal ·
Sebnitz ·
Stadt Wehlen ·
Stolpen ·
Struppen ·
Tharandt ·
Wilsdruff